# Kono Naka ni Hitori, Imouto ga Iru!
Kono Naka ni Hitori, Imouto ga Iru! (この中に１人、妹がいる！, Kono Naka ni Hitori, Imōto ga Iru!) ou, na dublagem em língua inglesa, Nakaimo – My Sister is Among Them!,  é uma série de light novel japonesa de Hajime Taguchi. Ela foi adaptada em uma série de televisão de anime pelo Studio Gokumi. O anime foi exibido entre 6 de julho e 28 de setembro de 2012. A série de anime é licenciada pela Sentai Filmworks e transmitido pela Crunchyroll e Anime Network.

## Enredo
O Mikadono Group (帝野グループ, Mikadono Gurūpu) é uma companhia global de negócios baseada no Japão e comandada por Kumagoro Mikadono. Ele nomeia seu filho Shogo para ocupar sua posição na companhia. Contudo, depois que Kumagoro morre, sua esposa Kanoko torna-se a nova presidente em exercício e transfere Shogo para a Miryuin Private Academy, alma mater de seu pai. De acordo com o desejo de seu pai, Shogo assumirá a companhia depois que ele se formar e encontrar uma companheira antes. Felizmente, há muitas estudantes na Miryuin Academy para escolher. A vida na academia, entretanto, não será fácil. Ele é imediatamente popular devido o seu nome e posição na companhia de Kumagoro e é alvo de várias estudantes. Para complicar ainda mais, embora tenha sido criado como filho único, Shogo aparentemente tem uma meia-irmã mais nova que foi criada separadamente que cursa na mesma escola e planeja se aproximar dele sem revelar sua verdadeira identidade. Como ele agirá sabendo que qualquer garota que ele escolher poderá ser sua irmã?

## Personagens

### Personagens principais
Shogo Mikadono (帝野 将悟, Mikadono Shōgo)
Voz de: Takahiro Sakurai (Japonês), Clint Bickham (Português)
O protagonista masculino que é o herdeiro do Mikadono Group. Para ele assumir a presidência do grupo, ele precisa se graduar na escola, bem como encontrar uma companheira. Porém, as coisas ficam complicadas quando ele descobre que seu pai, Kumagoro, tinha uma filha ilegítima que está vigiando ele e estudando na mesma escola. Isto guia Shogo a tentar encontrar sua irmã. Ele tem uma cicatriz em sua testa de um acidente quando criança que o fez perder algumas de suas memórias. Eventualmente Shogo escolhe Konoe para ser sua namorada mas é revelado que ela é a filha ilegítima de Kumagoro. Ocasionalmente, é revelado que ele não é filho biológico de Kumagoro e eles não são aparentados.
Konoe Tsuruma (鶴眞 心乃枝, Tsuruma Konoe)
Voz de: Kaori Ishihara (Japonês), Monica Rial (Português)
Uma jovem garota de cabelos negros que frequenta a mesma escola de Shogo e também a primeira amiga que ele faz em seu primeiro dia de sua nova vida.  Muito curiosa e acreditando em encontros do destino, ela é da mesma classe que Shogo e também a representante de classe.  Ela ama profiteroles. Ela revela posteriormente que foi amiga de infância de Shogo e que se sente responsável pelo acidente que o levou ao hospital. Ela tem o mesmo smartphone como a misteriosa figura uma vez chamando por Shogo. Futuramente foi revelado que ela também enviou a ele o bolo, a foto e o boneco de ação em seu aniversário. Ela inicialmente ligou para ele usando a voz de Perin, uma personagem de "Transforming Warrior Granberion". Ela está apaixonada por Shogo. Isso fica evidente quando ela conta a Shogo, "Quando éramos crianças, eu quis ser sua irmã. Eu considerei que poderíamos estar juntos para sempre desta forma." O smartphone que ela usou foi um protótipo desenvolvido por seu pai com um raro recurso de modificação de voz. Eventualmente ela se torna namorada de Shogo mas também revela que ela é a filha ilegítima de Kumagoro. Contudo, no volume 9 é revelado que Shogo não é filho biológico de Kumagoro e portanto, não é irmã de Shogo.
Miyabi Kannagi (神凪 雅, Kannagi Miyabi)
Voz de: Ayane Sakura (Japonês), Brittney Karbowski (Português)
Outra colega de classe de Shogo e membro do clube de natação. Miyabi revelou que ela conheceu Shogo no hospital onde ele esteve se recuperando de seu acidente — sempre que seu pai ia para seus tratamentos, ela brincava no lado de fora com ele. Quando Shogo primeiro aceitou falar com ela na sala de aula, ela se recusou a falar com ele. Depois disso, ela ouviu a conversa dele com Konoe e depois vendo eles quase se beijando, exigiu que ele beijasse ela. Ela argumenta que depois que Shogo chama Konoe de "apenas uma colega de classe", poderia ser encantador para ele beijar ela também. Quando ela conta a Shogo da relação de ambos no passado, ela também confessa (com Konoe presente) que ela sente amor por Shogo desde criança e junto de Konoe ficou exaltada ao saber de sua transferência para a escola. Ela é competitiva com Konoe sobre querer casar com Shogo, ao ponto delas discutirem isso na frente dele. Com o avanço da história, ela com frequência interrompe momentos românticos entre Shogo e Konoe. No final do anime e no volume 4 da novela, acredita-se que ela seja sua irmã. Entretanto, no volume 8, depois de outro teste de DNA é descoberto que ela é sua prima. Futuramente, Miyabi se torna meia-irmã de Shogo quando seu pai e Kanoko se casam.
Rinka Kunitachi (国立 凜香, Kunitachi Rinka)
Voz de: Ayana Taketatsu (Japonês), Maggie Flecknoe (Português)
Rinka é uma estudante loira do primeiro ano e vice-presidente do conselho estudantil da Miryuin Private Academy e é indicado que ela cresceu em uma família nobre. Depois que Shogo foi transferido para Miryuin, Konoe chama ela de "uma princesa para o núcleo". Rinka mantém Mana na linha e é mostrado que ela é uma ótima dançarina. Ela é uma personagem reservada que tem uma tendência para ser competitiva. Rinka revela que o diretor da escola, Genda, interrogou ela para encontrar a irmã de Shogo, desta forma ele poderia ter influência quando trabalhando com o Mikadono Group. Rinka usou o smartphone de Sagara para fazer o anúncio de sua falsa irmã para ameaçar o diretor. Shogo foi capaz de descobrir seu plano e subsequentemente voluntariou-se para fazer de conta ser seu namorado para invalidar seu noivado com o filho do diretor Genda. Depois disso, Rinka decidiu não deixar Shogo, como se fosse seu namorado de verdade.
Mana Tendou (天導 愛菜, Tendō Mana)
Voz de: Asuka Ōgame (Japonês), Emily Neves (Português)
A presidente do conselho estudantil da Miryuin Private Academy. Ela tem uma personalidade infantil, e geralmente é quieta, exceto para grandes eventos, onde ela fica animada e tende a ser mais extrovertida e barulhenta.
Mei Sagara (嵯峨良 芽依, Sagara Mei)
Voz de: Rina Hidaka (Japonês), Meg McDonald (Português)
Uma estudante do terceiro ano de cabelos prateados que usa óculos que se veste como uma bruxa. Ela é dona do Lyrical Sister Café que ela descreve como "um café dos sonhos onde qualquer um pode se tornar um irmão ou irmã mais velho!" Anterior a história, seus pais biológicos abandonaram ela como criança começando a andar devido ao seu intelecto matemático e ela foi adotada por um professor universitário. Ela viveu com sua mãe adotiva que era dona e comandava o café até que ela morreu. Depois Mei viveu com seu pai em Massachusetts até que ela juntou dinheiro suficiente para comprar de volta o café. Ela e Konoe tem o smartphone de mesma marca. Ela revela que sabe a identidade da irmã de Shogo, mas não quer expor a família Mikadono porque ela é uma filha ilegítima. Depois que Shogo promete proteger ela, ela responde que revelará a identidade de sua irmã se ele provar que pode ser um bom irmão mais velho.
Yuzurina Houshou (宝生 柚璃奈, Hōshō Yuzurina)
Voz de: Yui Ogura (Japonês), Meaghan Avocato (Português)
Uma garota misteriosa que afirma ser a irmã real de Shogo. Entretanto, é revelado que ela é responsável pelos incidentes que ocorreram com ela na escola. Seu nome verdadeiro é Nayuri Danno (檀埜 那百合, Danno Nayuri), uma famosa atriz mirim que estrelou como Perin no "Transforming Warrior Granberion", o programa favorito de Shogo durante sua infância. É revelado que ela está trabalhando com rivais do Mikadono Group para causar um escândalo para Shogo.

### Personagens secundários
Ikusu Mizutani (水谷 衣楠, Mizutani Ikusu)
Voz de: Ami Koshimizu (Japonês), Kara Greenberg (Português)
Um membro da Seiryu Association. Inicialmente introduzida como "Mister X", ela foi enviada para investigar a identidade da irmã mais nova de Shogo enquanto se disfarçava como um estudante masculino na Miryuin Private Academy. Ela com frequência se desloca para o apartamento de Shogo para usar seu chuveiro como parte de sua rotina. Ela está tentando se tornar uma ninja moderna, e a Seiryu Association é para homens apenas, ela se disfarçou como um garoto para entrar para a associação. Ela frequentemente coloca Shogo em situações embaraçosas.
Kumagoro Mikadono (帝野 熊五郎, Mikadono Kumagorō)
Voz de: Rikiya Koyama (Japonês), John Swasey (Português)
Pai de Shogo, que foi o presidente do Mikadono Group. Ele também foi amigo do pai de Konoe. Ele assumiu ser pai de uma filha ilegítima mas Kanoko não quer nada com a criança, portanto não revela a Shogo a identidade da garota.
Kanoko Mikadono (帝野 鹿野子, Mikadono Kanoko)
Voz de: Aya Hisakawa (Japonês), Shelley Calene-Black (Português)
Mãe de Shogo. Ela se torna a presidente em exercício do Mikadono Group até que Shogo esteja pronto para assumir.
Risa Seri (瀬利 吏沙, Seri Risa)
Voz de: Ayako Kawasumi (Japonês), Kaytha Coker (Português)
Secretária e uma ajudante próxima de Kanoko. Shogo confiou em sua ajuda para realizar um teste de DNA para verificar sua irmã verdadeira. Porém, ela é descoberta por Ikusu por estar trabalhando com Yuzurina para invalidar a tentativa de Shogo para assumir o Mikadono Group.
Kurumi Kashinoki (樫木 来実, Kashinoki Kurumi)
Voz de: Maho Matsunaga (Japonês), Brittany Deans (Português)
Uma estudante do primeiro ano e uma garçonete do Lyrical Sisters Café. Ela também é alegre e atraente.
Maiko Kotori (小都里 まい子, Kotori Maiko)
Voz de: Arisa Noto (Japonês), Tiffany Grant (Português)
Ela é uma professora baixinha da turma de Shogo. Sua personalidade é muito agressiva, e ela odeia pessoas que fazem perguntas idiotas. Ela parece uma criança devido a sua baixa estatura.

## Anime
Nakaimo - My Sister Is Among Them!, foi adaptado em um anime de doze episódios com um episódio especial de OVA. Em abril de 2012 foi anunciado que o Studio Gokumi adaptaria a série de light novel em anime para ser exibida em junho. Entre 5 de abril e 28 de junho propagandas promocionais foram lançadas anunciando a data de início do anime para 6 de julho de 2012 pela TBS. Em setembro de 2012 a produtora japonesa Media Factory lançou a série inteira em DVD e Blu-ray, um OVA especial que não foi exibido intitulado "Brother, Sister, Lover" foi empacotado com o lançamento. Em adição ao OVA, material bônus incluia cenas de um evento especial que aconteceu em 16 de julho. A capa do Blu-ray também exibe uma arte de capa feita pelo ilustrador da série de light novel.
Pouco tempo depois de seu lançamento no Japão, a Crunchyroll anunciou em julho do mesmo ano que lançaria uma versão legendada da série com novos episódios. Em adição, a Anime Network também transmitiu episódios na Crunchyroll. A Sentai Filmworks anunciou durante a Otakon de 2012 que aconteceu em julho, que havia adquirido a licença para a série. A Sentai confirmou o elenco para a dublagem em inglês em outubro de 2013. No mês seguinte, a série foi lançada na América do Norte em 12 de novembro de 2013.